# Inmobiliaria Colonial
Inmobiliaria Colonial est une entreprise espagnole cotée à la bourse de Madrid, et qui a fait partie de l'Ibex 35.

## Histoire
En novembre 2017, Colonial annonce l'acquisition d'Axiare Patrimonio pour 1,46 milliard d'euros, alors qu'il possède déjà une participation de 30 %.
En juin 2021, Colonial annonce l'acquisition d'une participation de 18 % qu'il ne détenait pas encore dans Société foncière lyonnaise pour 806 millions d'euros